# ويمبلي سينترال (محطة مترو أنفاق لندن)
ويمبلي سينترال (بالإنجليزية: Wembley Central)‏ هي إحدى محطات مترو أنفاق لندن. تقع على خط بيكرلو أفتتحت في المنطقة (Zone) رقم 4 أفتتحت في 1842، 16 أبريل 1917. 